# Cal Puig-rodó
Cal Puig-rodó és una obra de Castellví de la Marca (Alt Penedès) inclosa a l'Inventari del Patrimoni Arquitectònic de Catalunya.

## Descripció
És un conjunt rural format per diverses construccions, situat al peu de la muntanya del Castell i envoltat per terres de conreu. L'edificació principal, coberta a dues vessants, consta de planta baixa, un pis i golfes. La porta d'accés és adovellada. L'interior presenta diverses elements interessants, d'entre els quals cal remarcar les portes adovellades d'arc de mig punt.

## Història
La masia de Cal Puig-Rodó té els seus orígens en època medieval. Conserva pergamins d'actes notarials d'aquest període.